# Velipoja

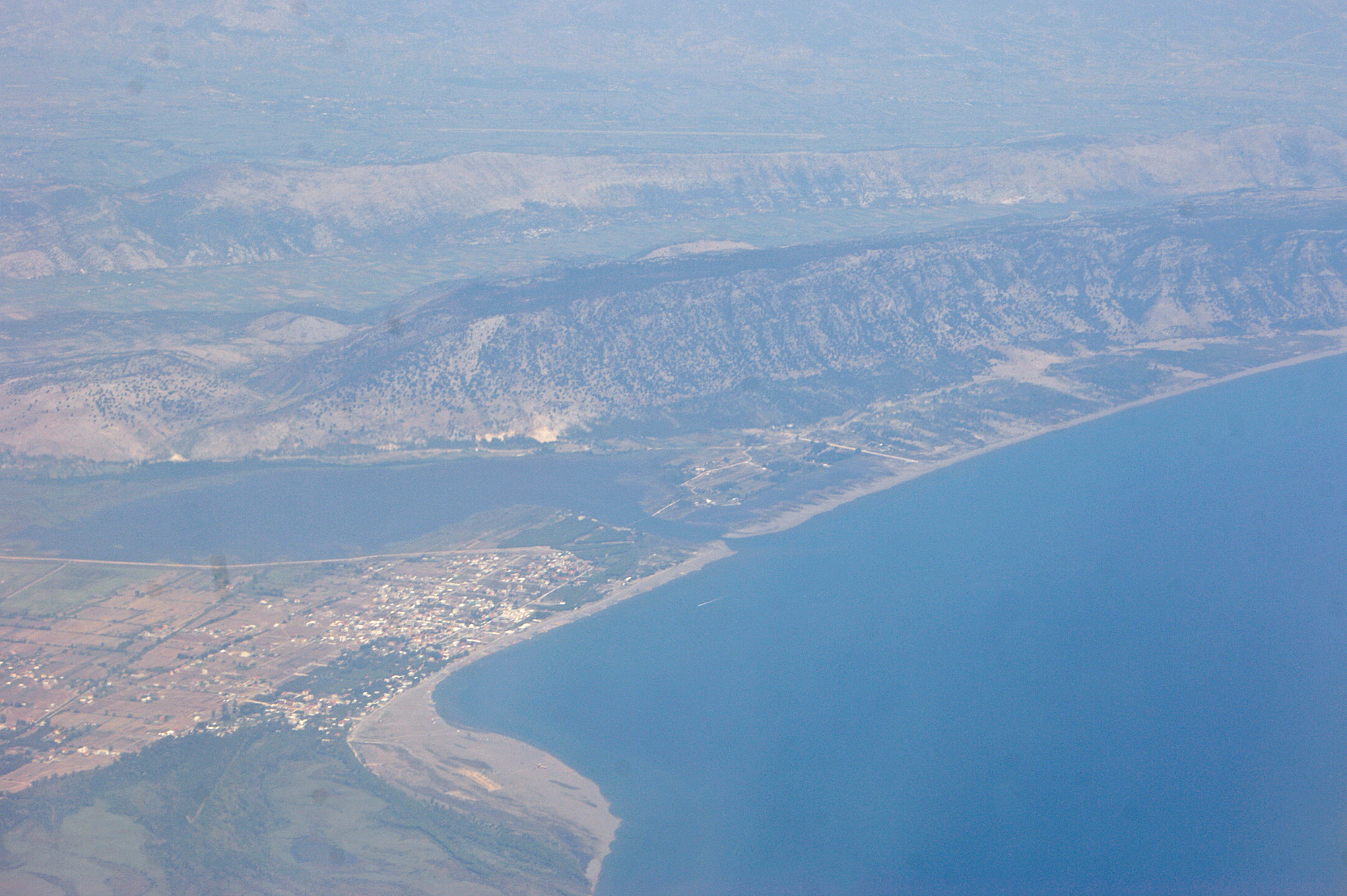
Velipoja (links) mit Lagune und Hinterland

Velipoja (albanisch auch Velipojë) ist ein Dorf rund 23 Kilometer südlich (Luftlinie) von Shkodra in Nordalbanien. Es liegt am Drin-Golf an der Adriaküste unmittelbar an der Grenze zu Montenegro, die hier vom Fluss Buna gebildet wird. 
Der Ort ist von einer Lagune und Feuchtgebieten umgeben. In der Region befindet sich auch ein Naturschutzgebiet von rund 300 Hektar, das zum Teil durch die Ramsar-Konvention geschützt wird. Im Osten durchzieht ein Gebirgszug die Landschaft, der Velipoja von Shëngjin und dem Hinterland trennt. 
Velipoja ist ein Badeort, der von Tagestouristen aus der Umgebung und Feriengästen aus Albanien und Kosovo besucht wird. Der rund zehn Kilometer lange Sandstrand ist einer der längsten in Albanien, das Wasser sehr seicht. Mit dem Badetourismus kam Geld in den Ort, so dass viel gebaut und investiert werden konnte: Es sind zahlreiche Hotels, Ferienwohnungen und Strandbars entstanden. 2007 wurde auch die Straße nach Shkodra erneuert und ausgebaut. Landwirtschaft ist neben dem Tourismus der zweite wichtige Erwerbszweig in Velipoja. 

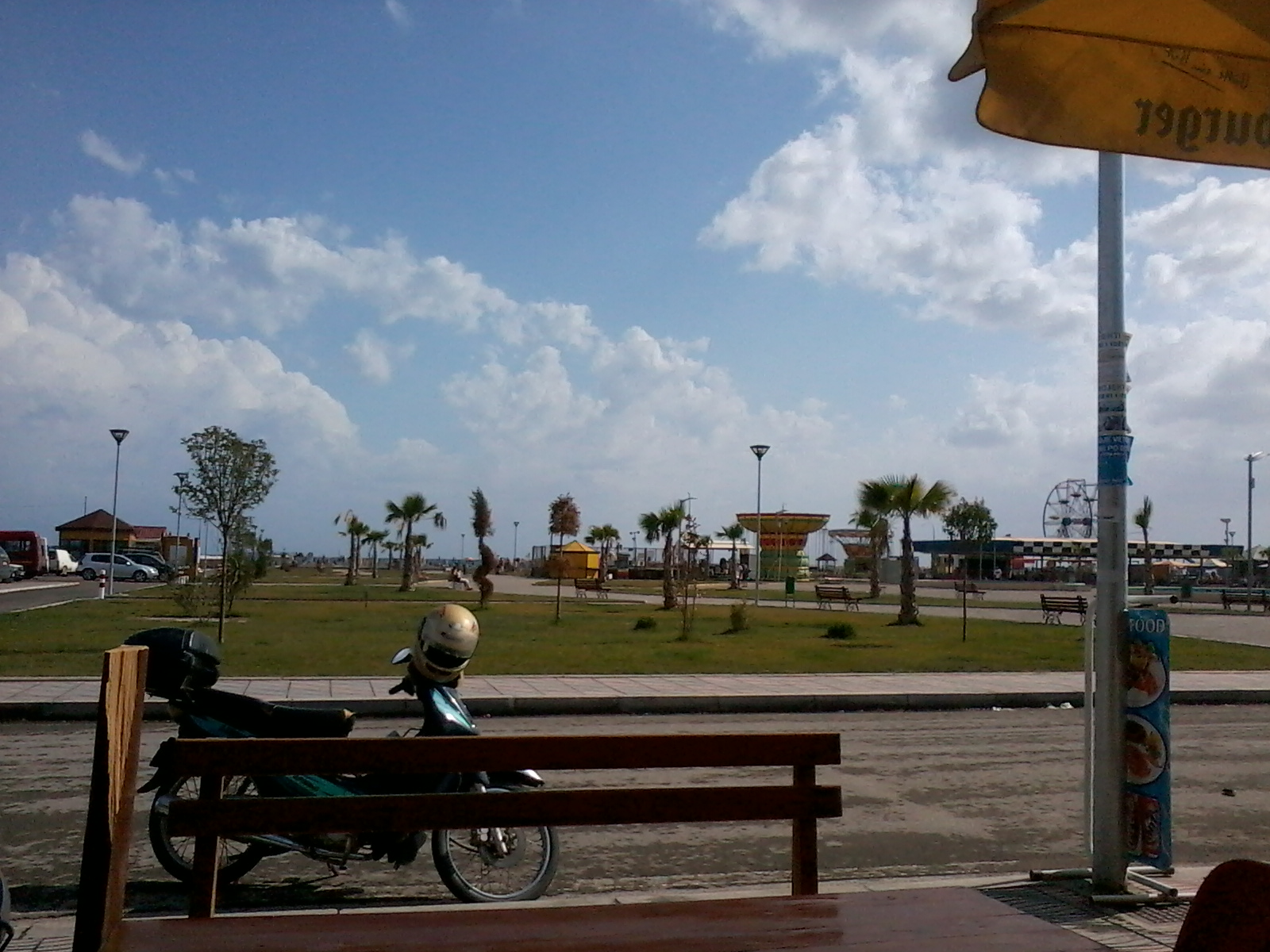
Grünanlage im Ortszentrum

Die bis 2015 eigenständige Gemeinde (komuna) Velipoja und heutige Njësia administrative hat 3647 Einwohner (Volkszählung 2023). Die Fläche der Verwaltungseinheit beträgt 72,4 Quadratkilometern und umfasst nebest dem Ort Velipoja die neun Dörfer Reç-Pulaj, Luarza, Gomsiqa, Baks-Rrjoll, Mali-Kolaj, Baks i Ri, Pulaj, Reç i Ri und Ças.
Im Sommer steigt die Bevölkerung wegen der Touristen und der großen Nachfrage nach Arbeitskräften deutlich an. Wie in allen ländlichen Gebieten ist die Bevölkerungsentwicklung aber stark rückläufig. 2011 wurden noch 5031 Einwohner registriert. 1989 waren es sogar über 6000 gewesen. Die Region hat also in 35 Jahren 40 % der Bevölkerung verloren.

In Velipoja ist der Fußballverein Klubi Sportiv Ada beheimatet, der in der zweiten Liga spielt. Erfolgreich waren die Frauen des Vereins, die sogar schon international spielten, zwischenzeitlich aber mit der Frauenmannschaft von Vllaznia Shkodra fusioniert haben.